# Zelene, Novomîkolaiivka
Zelene (în ucraineană Зелене) este localitatea de reședință a comunei Zelene din raionul Novomîkolaiivka, regiunea Zaporijjea, Ucraina.

## Demografie
Componența lingvistică a localității Zelene
     Ucraineană (97,96%)
     Rusă (2,04%)
Conform recensământului din 2001, majoritatea populației localității Zelene era vorbitoare de ucraineană (97,96%), existând în minoritate și vorbitori de rusă (2,04%).